# Alexander Barvinok
Alexander Barvinok é um matemático estadunidense, professor da Universidade de Michigan.
Barvinok obteve um doutorado em 1988 na Universidade Estatal de São Petersburgo, orientado por Anatoly Vershik.
Recebeu o Presidential Early Career Award for Scientists and Engineers (PECASE) de 1999 do presidente Bill Clinton.
Foi palestrante convidado do Congresso Internacional de Matemáticos em Madrid (2006). Em 2012 foi eleito fellow da American Mathematical Society.